# 昭通猕猴桃
昭通猕猴桃（学名：Actinidia rubus）为猕猴桃科猕猴桃属的植物，为中国的特有植物。分布于中国大陆的云南等地，生长于海拔2,000米的地区，一般生于林中及山谷，目前尚未由人工引种栽培。